# پی‌یو ارابه‌ران
پی‌یو ارابه‌ران یک ستاره است که در صورت فلکی ارابه‌ران قرار دارد.